# Pachygaster angustrifrons
Pachygaster angustrifrons är en tvåvingeart som beskrevs av Krivsheina 2004. Pachygaster angustrifrons ingår i släktet Pachygaster och familjen vapenflugor. Inga underarter finns listade i Catalogue of Life.